# Alphagroeve

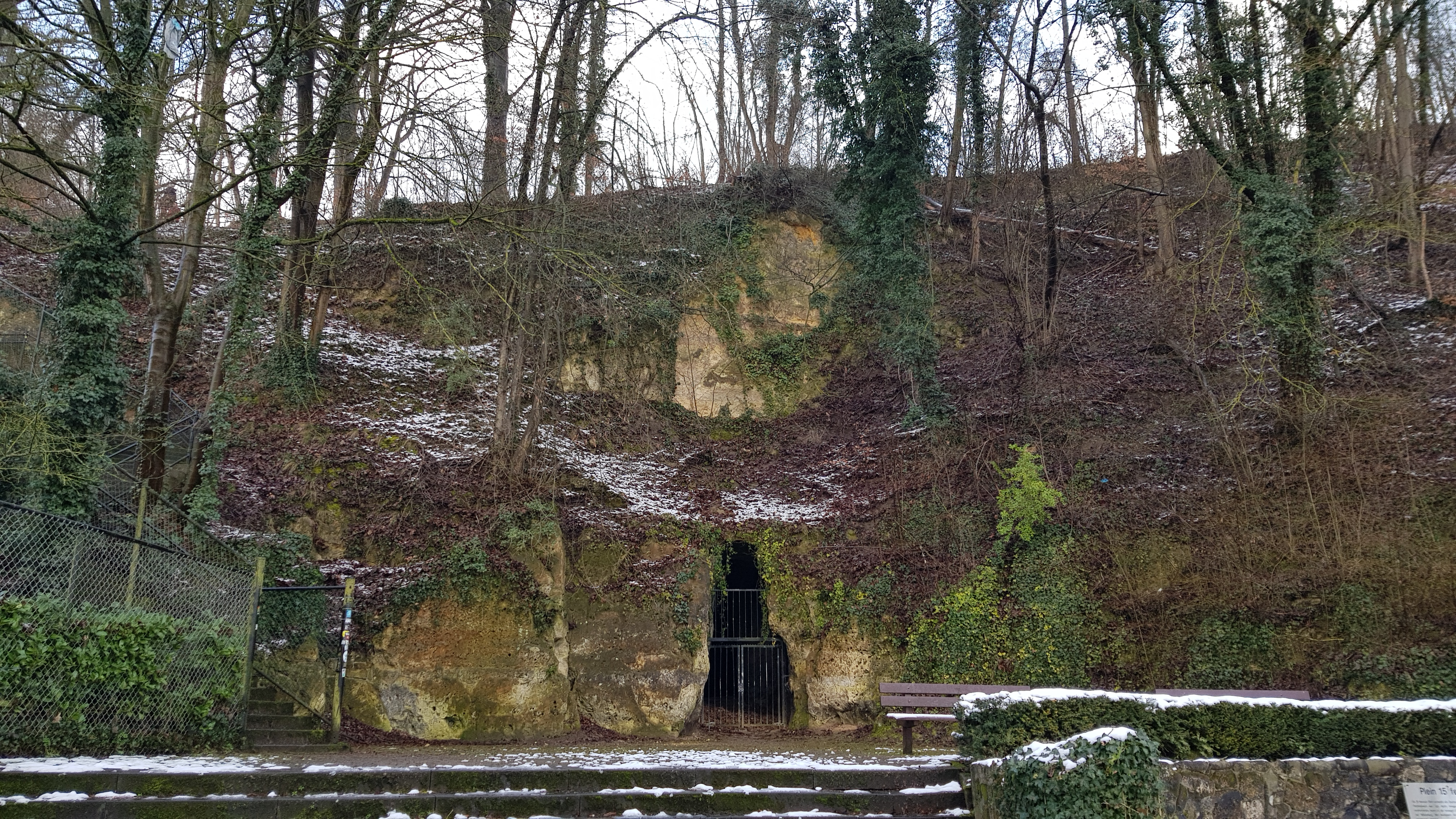
Ingang van de Alphagroeve

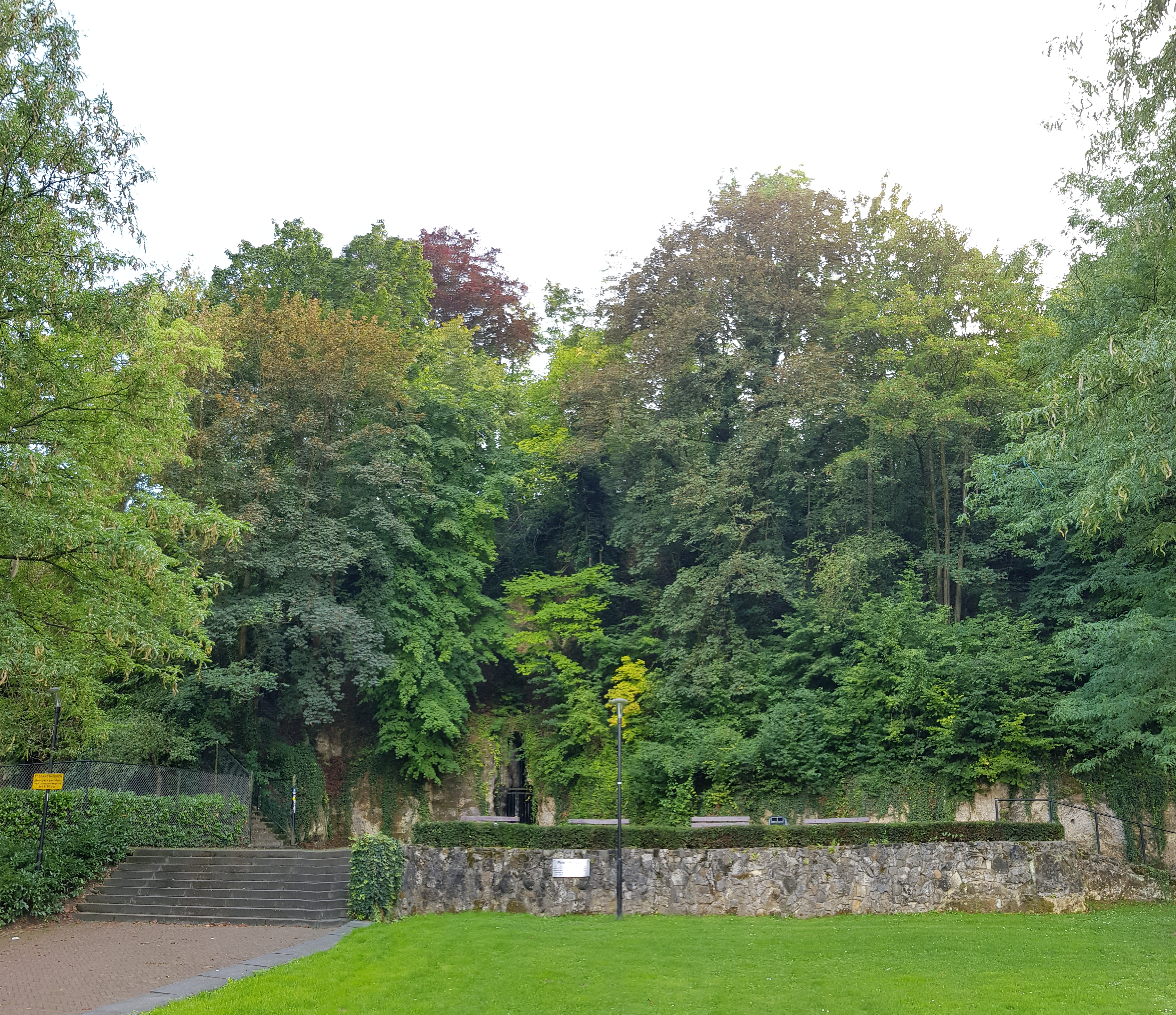
Pleintje voor de ingang van de Alphagroeve

De Alphagroeve is een Limburgse mergelgroeve in de Nederlandse gemeente Valkenburg aan de Geul in Zuid-Limburg. De ondergrondse groeve ligt aan de westkant van Valkenburg aan de Plenkertstraat in Plenkert op de noordelijke rand van het Plateau van Margraten in de overgang naar het Geuldal. Ter plaatse duikt het plateau een aantal meter steil naar beneden.
Op ongeveer 50 meter naar het noordwesten ligt de Grafkelder Loisel achter de Hervormde kerk, op ongeveer 100 meter naar het noordwesten de Plenkertgroeve, naar het zuiden ligt de Gemeentegrot en op ongeveer 20 meter naar het zuidoosten liggen de Bergkelders Villa Alpha. Ten noordoosten van de groeve-ingang staat de Villa Alpha en voor de ingang ligt een pleintje.

## Geschiedenis
In de late middeleeuwen werd de groeve reeds ontgonnen door blokbrekers.

## Groeve
De Alphagroeve heeft een gang van ruim 43 meter lang, meerdere zijgangen en een oppervlakte van ongeveer 259 vierkante meter.